# Hrdinný kapitán Korkoran
Hrdinný kapitán Korkoran je český film z roku 1934 v režii Miroslava Cikána, v němž hlavní roli vytvořil Vlasta Burian. Film je znám pod vžitým názvem Hrdinný kapitán Korkorán (s dlouhým -á- ve jménu) navzdory názvu uvedenému na kopiích filmu.

## Děj
Na pirátské lodi se její kapitán (Vlasta Burian) bojí vzpoury, kterou chystají jeho námořníci. On se s ní rychle vypořádá… V tom se však ocitáme v bytě Adama Korkorána (Vlasta Burian), který četl román. Je zima a on jako kapitán vltavského parníku Primátor Dittrich a zaměstnanec vltavské paroplavby nemá co dělat. Tak sedává s námořníky v „krčmě“ a vzpomíná na moře. Na jaře zahájila paroplavba provoz a Korkorán zahájil na svém parníku vládu. Dělá však samé blázniviny a když ujede školnímu výletu, tak ho jeho nadřízený (Josef Kotalík) pošle do lázní v Poděbradech na nemocenskou pokladnu. Shodou okolností se však ocitne v luxusním hotelu, kde ho pokládají za korvetního kapitána v penzi. Adam se hned nové role rád ujme, seznámí se s vysloužilým admirálem Piaccim (Čeněk Šlégl) a jeho přítelkyní Irenou Svobodovou (Jiřina Štěpničková), o kterou oba zápasí. Korkorán se hned stává miláčkem tamější společnosti a musel to oplatit svými úsporami. Ty mu posílala vdova Broniková (Milada Smolíková), která je majitelkou poloviny Adamova domu a chce si ho vzít. Ta se naštvala a se svým synem Vláďou (Boža Mottl), který se zamiloval do Piacciho neteře Hedy (Hedvika Schaffrová), se rozjela do Poděbrad. Ve stejnou chvíli do Poděbrad přijel i inspektor Pačes (Jaroslav Marvan), úhlavní Korkoránův nepřítel, protože dekret posílající Korkorána do penze byl nedoručitelný. Při „slavnosti Slunce“, kde dostává Korkorán vyznamenání Slunce, vše praskne. Detektiv Dlouhý (Theodor Pištěk) všem řekl, že má v hotelu dluh, inspektor Pačes zase řekl, že je podvodník a Broniková naštěstí přinesla peníze. A tak všichni odcházejí s velkou ostudou. Doma je Korkorán dán do penze a když chce poprosit, aby byl zase přijat do práce, zjistí, že novým prezidentem společnosti je Piacci a ten ho zase přijme už proto, že si jeho neteř bude brát Korkoránova nevlastního syna Vláďu, Korkorán se totiž chce oženit s Bronikovou. Piacci Korkorána jmenuje vrchním inspektorem, ten hned strhá Pačese a vyjede zase s parníkem…

## Poznámka
Vlasta Burian ve svém devatenáctém filmu. Tento film byl posledním, který prezident T. G. Masaryk promítal na zámku v Lánech veřejnosti v zámeckém kině (prezidentem zřízeným v roce 1928).

## Obsazení
| Vlasta Burian      | kapitán vltavské paroplavby Adam Korkoran / kapitán pirátů z románu |
| Milada Smolíková   | vdova Broniková, kantinská na parníku                               |
| Jiřina Štěpničková | Irena Svobodová, vdova po soudním radovi                            |
| Čeněk Šlégl        | penzionovaný admirál Piacci                                         |
| Theodor Pištěk     | majitel detektivního ústavu Dlouhý                                  |
| Helena Scharffová  | Heda, Piacciho neteř                                                |
| Bohumil Mottl      | letecký konstruktér Vláďa, syn Bronikové                            |
| Jaroslav Marvan    | inspektor paroplavební společnosti Pačes                            |
| Josef Kotalík      | ředitel paroplavební společnosti                                    |
| Ladislav Hemmer    | tajemník paroplavební společnosti                                   |
| Karel Němec        | portýr v hotelu                                                     |
| Světla Svozilová   | pokojská Kamila v hotelu                                            |
| Josef Waltner      | ředitel hotelu                                                      |
| Eman Fiala         | topič Vojta na parníku / pirát z románu                             |
| Karel Postranecký  | strojník Balvan na parníku / pirát z románu                         |
| Jan W. Speerger    | plavčík na parníku / pirát z románu                                 |
| F. X. Mlejnek      | lodník Konstantin na parníku / pirát z románu                       |
| Věkoslav Satoria   | lodník na parníku / pirát z románu                                  |
| Václav Menger      | učitel se školním výletem                                           |
| Josef Vošalík      | krejčí v lázních                                                    |
| Alois Dvorský      | mluvčí kroužku stálých lázeňských hostů                             |

## Autorský tým
- Elekta-Film akc. spol. Praha uvádí
- Vlastu Buriana ve filmu
- "Hrdinný kapitán Korkoran"
- Libreto: A. E. Longen
- Scenario: Miroslav Cikán a Jarka Mottl
- Písně: Jarka Mottl
- Hudba: Josef Dobeš
- Foto: Václav Vích
- Stavby: arch. Štěpán Kopecký
- Produkci vedl: Vladimír Kabelík
- Vyrobeno v ateliérech: AB v Praze na Barrandově.
- Zvukový systém: Tobis-Klangfilm
- Režie: Miroslav Cikán
- Monopol: Elekta-Film Praha

## Technické údaje
- Rok výroby: 1934
- Premiéra: 24. srpna 1934
- Zvuk: zvukový
- Barva: černobílý
- Délka: 90 minut
- Druh filmu: komedie
- Země původu: Československo
- Jazyk: čeština
- Natočeno: v ateliéru, na Zbraslavi (Praha), v Poděbradech